# DFL-Ligapokal
La Coppa di Lega tedesca (ufficialmente dal 1997 al 2004 DFB-Ligapokal e dal 2005 al 2007 DFL-Ligapokal, nota anche dal 2005 come Premiere-Ligapokal per ragioni di sponsorizzazione) era un torneo calcistico organizzato dalla DFB, la federazione calcistica della Germania, e giocato all'inizio della stagione, nel mese di agosto. Tenutasi per la prima volta nel 1972-1973, fu reitrodotta nel 1997 per rimpiazzare la Supercoppa di Germania.

## Storia
Alla Coppa di Lega tedesca partecipavano 6 squadre: le prime 4 classificate in Bundesliga della stagione precedente, la vincitrice della Zweite Bundesliga e quella della Coppa di Germania; nel caso in cui quest'ultima coincidesse con una delle altre 5 squadre, al suo posto subentrava la 5ª classificata in Bundesliga. Nel torneo, ad eliminazione diretta con partite di sola andata, i campioni e i vice-campioni della Bundesliga avevano accesso diretto alle semifinali, mentre le altre quattro squadre si affrontavano prima tra di loro per superare i quarti.
L'edizione del 2008 della Coppa di Lega venne annullata a causa della sovrapposizione con i calendari delle partite di Euro 2008; al suo posto era stato disputato un incontro non ufficiale di Supercoppa di Germania tra Bayern Monaco e Borussia Dortmund, vinto da quest'ultima squadra con il punteggio di 2-1. Neanche nel 2009 è stata organizzata una nuova edizione del torneo, sostituito nuovamente da una edizione non ufficiale della Supercoppa di Germania tra Werder Brema e Wolfsburg. In seguito alla decisione presa dalla DFB di reintrodurre ufficialmente la Supercoppa di Germania a partire dalla stagione 2010-2011, la Coppa di Lega è stata definitivamente soppressa.

## Vittorie per club
| Club                | Vittorie | Secondi posti | Anni vittorie                      |
| ------------------- | -------- | ------------- | ---------------------------------- |
| Bayern Monaco       | 6        | 1             | 1997, 1998, 1999, 2000, 2004, 2007 |
| Hertha Berlino      | 2        | 1             | 2001, 2002                         |
| Amburgo             | 2        | -             | 1972-1973, 2003                    |
| Schalke 04          | 1        | 3             | 2005                               |
| Werder Brema        | 1        | 2             | 2006                               |
| Stoccarda           | -        | 3             | -                                  |
| Borussia Dortmund   | -        | 1             | -                                  |
| Borussia M'gladbach | -        | 1             | -                                  |